# Pegylis tchadensis
Pegylis tchadensis är en skalbaggsart som beskrevs av Marc Lacroix 2008. Pegylis tchadensis ingår i släktet Pegylis och familjen Melolonthidae. Inga underarter finns listade i Catalogue of Life.